# Mount George, Antarktis
Mount George är ett berg i Antarktis. Det ligger i Östantarktis. Australien gör anspråk på området. Toppen på Mount George är 1 555 meter över havet.
Terrängen runt Mount George är platt åt nordväst, men åt sydost är den kuperad. Trakten är obefolkad. Det finns inga samhällen i närheten.